# Navianos de Valverde
Navianos de Valverde es un municipio y localidad española de la provincia de Zamora, en la comunidad autónoma de Castilla y León.
El municipio, situado en la comarca de Benavente y Los Valles, cuenta con una superficie de 14,12 km² y, según datos del padrón municipal 2017 del INE, cuenta con una población de 196 habitantes.
Sra. la Virgen del Carmen, datada en el siglo XVIII. En esta última se encuentra una hermosa talla de la virgen del siglo XVIII.

## Toponimia
Su nombre obedecería a haber sido repoblado con gentes procedentes del concejo asturiano de Navia durante la Edad Media.

## Historia
El origen de Navianos de Valverde se sitúa en la Edad Media, cuando quedó integrado en el Reino de León, cuyos monarcas habrían acometido la repoblación de la localidad con gentes procedentes del concejo asturiano de Navia, dentro del proceso repoblador llevado a cabo en la zona.
Posteriormente, en la Edad Moderna, Navianos fue una de las localidades que se integraron en la provincia de las Tierras del Conde de Benavente y dentro de esta en la Merindad de Valverde y la receptoría de Benavente. No obstante, al reestructurarse las provincias y crearse las actuales en 1833, la localidad pasó a formar parte de la provincia de Zamora, dentro de la Región Leonesa, quedando integrado en 1834 en el partido judicial de Alcañices, dependencia que se prolongó hasta 1983, cuando fue suprimido el mismo, integrándose la localidad en el Partido Judicial de Benavente.

## Hidrografía
Las aguas que bañan las tierras de este municipio zamorano son el río Tera y el arroyo Castrón.
El río Tera nace en la sierra de Vigo, en el término municipal de Galende (Zamora), por encima del lago de Sanabria. El lago es un ensanchamiento del río en lo que fue la antigua lengua de un glaciar y donde pueden observarse la morrena lateral y la morrena frontal. Desemboca en el río Esla a la altura de Bretocino. Sus afluentes son el río Negro (en la margen izquierda), el regato Ilanes o río Truchas en la margen derecha a su paso por la localidad sanabresa de El Puente  y el río Castro (en la margen derecha) a su paso por Puebla de Sanabria.

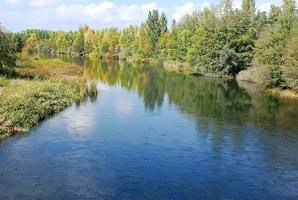
Río Tera.
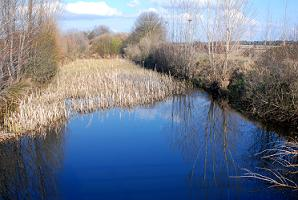
Arroyo Castrón.

## Vegetación
- El Encinar y otras frondosas (encinas, brezo, retama, jaral, tomillar, ...)
- Vegetación ripícola (álamo, chopo, fresnos...)
- Forma parte de su vegetación y de su economía agrícola todo tipo de cultivos de regadío (remolacha, maíz, ...)

## Fauna
- Abundan animales de caza menor, tales como la liebre, el conejo, la perdiz, la codorniz, la paloma tórtola, ....
- También se pueden ver en alguna ocasión animales más grandes como el jabalí, el corzo o el ciervo.

## Geografía humana

### Demografía
Cuenta con una población de 163 habitantes (INE 2024).
| Gráfica de evolución demográfica de Navianos de Valverde entre 1842 y 2021                                            |
| |
| Población de derecho según los censos de población del INE. Población de hecho según los censos de población del INE. |

### Economía
La economía local está basada en la agricultura y en la ganadería:
- En la agricultura abunda el regadío (remolacha, maíz, ...) sobre el cultivo de secano (cebada, trigo, ...).
- En cuanto a la ganadería existen explotaciones bovinas, porcinas y ovinas dentro de la localidad.

También hay pequeñas empresas dedicadas al transporte terrestre y comercialización de cereales.

## Símbolos

### Escudo Heráldico
Escudo terciado en faja. Primero, de azur, estrella de doce puntas de plata, acompañada de dos ramos de romero de plata. Segundo, ceñidor vibrado de plata. Tercero, de sinople, barco de dos velas de plata y en punta ondas de plata y azur. Al timbre, Corona Real cerrada.

### Bandera Municipal
Bandera rectangular de proporciones 2:3, formada por un paño verde, con un triángulo blanco con franja ondada azul, que tiene sus vértices en los extremos del asta y en el centro de la bandera.

## Administración
| Periodo   | Nombre                       | Partido |
| --------- | ---------------------------- | ------- |
| 1987-1991 | Graciliano Rodríguez Turiel  | AP      |
| 1991-1995 | Graciliano Rodríguez Turiel  | PP      |
| 1995-1999 | Graciliano Rodríguez Turiel  | PP      |
| 1999-2003 | Graciliano Rodríguez Turiel  | PP      |
| 2003-2007 | Miguel Ángel Furones Palmero | PSOE    |
| 2007-2011 | Eleuterio Turiel Turiel      | PP      |
| 2011-2015 | Eleuterio Turiel Turiel      | PP      |
| 2015-2019 | Rufino Rodríguez Centeno     | PP      |
| 2019-2023 | Rufino Rodríguez Centeno     | PP      |
| 2023-act. | Andrés Martínez Alonso       | PP      |

### Evolución de la deuda viva
El concepto de deuda viva contempla solo las deudas con cajas y bancos relativas a créditos financieros, valores de renta fija y préstamos o créditos transferidos a terceros, excluyéndose, por tanto, la deuda comercial.
Entre los años 2008 a 2014 este ayuntamiento no ha tenido deuda viva.

## Patrimonio
En el municipio se pueden visitar la iglesia de Ntra. Sra. de la Asunción, que data del siglo XVII, y la ermita-santuario de Ntra. Sra. de la Virgen del Carmen

## Tradiciones

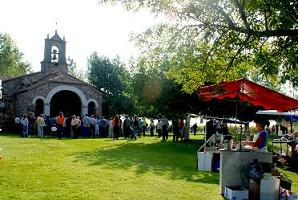
Ermita de la Virgen del Carmen.

La cofradía de la Virgen del Carmen, creada en el siglo XVIII, integra en la actualidad a más de 600 personas. Las honras a la patrona comienzan el segundo fin de semana de mayo, cuando tiene lugar la fiesta de la Novena, en la que se mezclan los actos religiosos con otros de carácter lúdico, donde tienen cabida las verbenas, los juegos tradicionales y las competiciones deportivas. Es tradicional en este día la subasta de roscas, después de devolver la Virgen a su santuario en una multitudinaria procesión.
También el 16 de julio es una fecha clave para el pueblo, ya que en este día los vecinos celebran distintos actos religiosos en honor de la Virgen y, a iniciativa del Ayuntamiento, se celebra una comida de hermandad.
No obstante, el momento más significativo del año para la cofradía tiene lugar en el tercer domingo de septiembre, con la celebración de la romería del Carmen, a la que acuden miles de personas. Según apunta el abad mayor de la cofradía, es habitual la celebración de una misa fuera de la ermita, donde permanece la imagen, con la intención de que «los devotos, llegados de distintos puntos de la comarca, puedan seguir el oficio religioso, ya que el templo se queda pequeño».
La imagen de la Virgen es una hermosa talla del siglo XVIII, que viste hábito completo carmelitano, acompañado de un manto blanco. Los vecinos de Navianos de Valverde rinden culto a su patrona en la ermita del pueblo, que se encuentra enmarcada en un hermoso paraje. El párroco de la localidad Santiago Ferrero Prieto fundó la cofradía en el año 1711, y ya en aquel momento tuvo una entusiasta acogida.